# Jezioro Paczkowskie
Der Jezioro Paczkowskie (Patschkauer Stausee) ist ein Stausee in Polen. Er staut nordwestlich der Stadt Paczków die Glatzer Neiße (Nysa Kłodzka) und ist der dritte seiner Art am Mittellauf dieses oft Hochwasser führenden Flusses. 
Der Jezioro Paczkowskie besteht aus einer Kaskade von zwei Stauseen:
- Der Stausee Kozielno (Zbiornik Kozielno) liegt drei Kilometer nordwestlich von Paczków und ist der obere der beiden Seen. Er befindet sich etwa hälftig auf dem Gebiet der Woiwodschaften Oppeln und Niederschlesien.
- Unmittelbar nordwestlich daran schließt sich der Stausee Topola (Zbiornik Topola). Dieser liegt auf dem Territorium der Landgemeinde Kamieniec Ząbkowicki in der Woiwodschaft Niederschlesien. Die im See befindliche Insel bildet ein Rückzugsgebiet für Wasservögel.

Der Jezioro Paczkowskie wurde zwischen 1995 und 2003 errichtet. Beide Seen dienen dem Hochwasserschutz, als Wasserreservoire, der Stromerzeugung und der Erholung. Nach der Fertigstellung begannen die Planungen zur Schaffung einer touristischen Infrastruktur und der Nutzung durch Segler.